# 扬·涅梅茨
扬·涅梅茨（捷克語：Jan Němec，1936年7月12日—2016年3月18日）是一名捷克电影导演，其最重要的作品可追溯到1960年代。 电影历史学家彼得·哈姆斯（Peter Hames）将他形容为“ 捷克新浪潮中惊世骇俗的一位”。

## 生平
涅梅茨的电影生涯始于1950年代末期，当时他进入了布拉格表演艺术学院电影电视学院 。 那个时候捷克斯洛伐克是苏联的共产主义国家盟国， 艺术和公共表达都受到审查。 然而，得益于50年代初只有宣传机器作用的电影院倒闭，以及电影业中例如杨·普罗哈兹卡这样具有影响力的人物的出现，1960年代捷克斯洛伐克电影因为捷克新浪潮而广为人知，这其中涅梅茨也起到了一定的作用。 

### 职业生涯
涅梅茨的毕业作品改编自阿尔诺什特·卢斯蒂格根据自己在大屠杀中的经历而写的一个短篇小说。涅梅茨后来执导的《夜之钻》同样改编自卢斯蒂格的集中营题材小说。  那部电影讲述了两个男孩的命运，他们从驶向集中营的火车上逃脱。 犹太集中营背景使这部电影具有戏剧化的主观性，大量的实验性技术，包括闪回，现实与虚幻的模糊以及开放式的双线结局都让观众对主角们的命运产生疑惑。 这是他的第一个重大成就，它不仅通过了审查员的审查，也为即将到来的政治运动奠定了基础。 此后，这部电影被称为在极端条件下探索人类经验的美学和技术里程碑。 
涅梅茨最著名的作品是1966年的《一个都不能走》（直译：聚会上的报告与嘉宾）。 它的情节围绕着一群正在野餐的朋友，这些朋友被邀请参加由伊凡·维斯科切尔饰演的一个超凡魅力的虐待狂组织的一场盛大宴会，他最终欺负了大多数人，使他们盲目配合和残酷对待彼此，而那些反抗者则被抓起来了。 这部电影受到了当局的批判，因为电影中维斯科切尔的角色与列宁有着惊人的相似之处，尽管据彼得·哈姆斯说这是偶然的。 此外，演员阵容包括当时的持不同政见的捷克斯洛伐克知识分子，包括约瑟夫·史克沃莱茨基。 这部电影被认为对共产主义国家具有颠覆性，以至于时任总统安东宁·诺沃提尼在观看电影时“极为不快”，并考虑将涅梅茨以颠覆罪名抓捕。 
然而，在其政治生涯得以被影响之前，他设法拍完《殉爱者》。 也许考虑到他以前遭受的麻烦，这部电影完全是非政治性的，但是其超现实主义的抒情风格并没有引起当局的注意。 1967年，涅梅克在阿姆斯特丹电影节上用三天时间完成的短片《母与子》。 这部电影在奥伯豪森电影节上获奖。 
华约入侵捷克斯洛伐克发生时，他正在为美国制片人拍摄一部关于布拉格之春的纪录片。 他将入侵的影片偷偷带到维也纳，并在奥地利电视台播放。 后来他将这段影片与布拉格之春纪录片剪辑在一起，并以《布拉格清唱剧》为名发行。 1968年秋天，它在纽约电影节上受到广泛好评。 涅梅克的影片最终被无数国际新闻机构使用。 菲利普·考夫曼的电影《布拉格之恋》（英語：The Unbearable Lightness of Being）也使用了影片中的镜头，涅梅茨还担任过此片顾问。 
涅梅茨被巴兰多夫制片厂解雇，随后仅在1972年制作了一部关于救护车的名为《4至5分钟之间》的简短纪录片。 他于1974年移民。 政府警告他：“ ...如果他回来，他们会找到一些法律借口将他判入狱。”  从1974年到1989年，他住在德国， 巴黎 ， 荷兰 ，瑞典和美国。 他在美国呆了十二年。  由于无法在传统电影院工作，他是使用摄像机录制婚礼的先驱，包括记录瑞典王室的婚礼。 
1989年捷克斯洛伐克的共产主义垮台后，他回到了自己的祖国，在那里拍了几部电影，包括《代号：红宝石》（1997年）和《与母亲深夜长谈》（2000年），后者在卢加诺赢得了金豹奖。 
自1996年以来，他一直是母校布拉格表演艺术学院的教授。 
2014年，他通过归还捷克共和国第一任总统瓦茨拉夫·哈维尔颁发的奖牌，以抗议捷克共和国总统米洛什·泽曼。 

### 私人生活
1963年，他与服装设计师兼编剧艾斯特尔·科伦巴赫乔娃结婚。他们于1968年离婚。 1970年，他与歌手玛尔塔·库碧索娃结婚；他们于1973年离婚。 1984年，他与捷克语老师的第三任妻子维罗妮卡·鲍曼结婚；他们于2003年离婚。 此后不久，他与电影编辑伊娃·鲁斯切拉科娃结婚。 2003年5月，涅梅茨成为父亲。  涅梅茨于2016年3月18日死于疾病，终年79岁。 

## 影视作品

### 导演
- 《一片面包》（1960）短片
- 《夜之钻》（1964）
- 《底层的珍珠》（合拍片，其段落名为“骗子”，1966年）
- 《一个都不能走》（1966）
- 《殉爱者》（1967）
- 《布拉格清唱剧》（1968）
- 《皇家爱恋之光》（1990）
- 《代号红宝石》（1996）
- 《与母亲深夜长谈》（2001）
- 《我心中的风景》（2004）
- 《脱燕》（2005）
- 《女孩法拉利·迪诺》（2009）
- 《心跳3D》（2010）
- 《皇家葡萄园街之狼》 （2016）

### 演员
- 《没有入口》（1960）-年轻的边防警卫
- 《魔鬼先生谋杀案》（1970）
- 《布拉格之恋》（1988）-在布拉格拍摄坦克的摄影师
- 《68》（1988）-德佐·霍瓦斯
- 《犯罪主体》（1991）-求婚者